# Glòria (fenomen òptic)

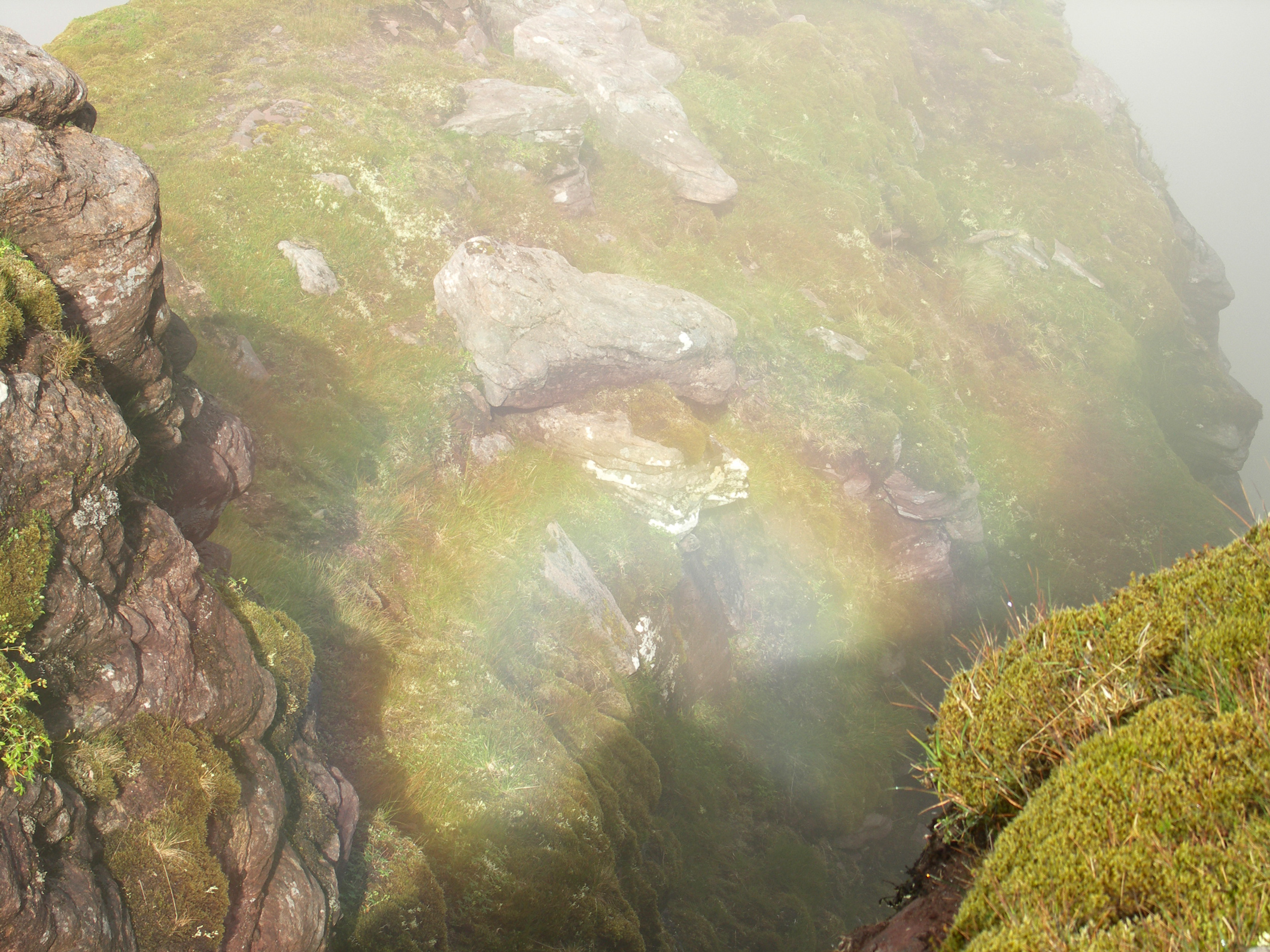
Glòria observada durant un passeig a An Teallach, Escòcia.

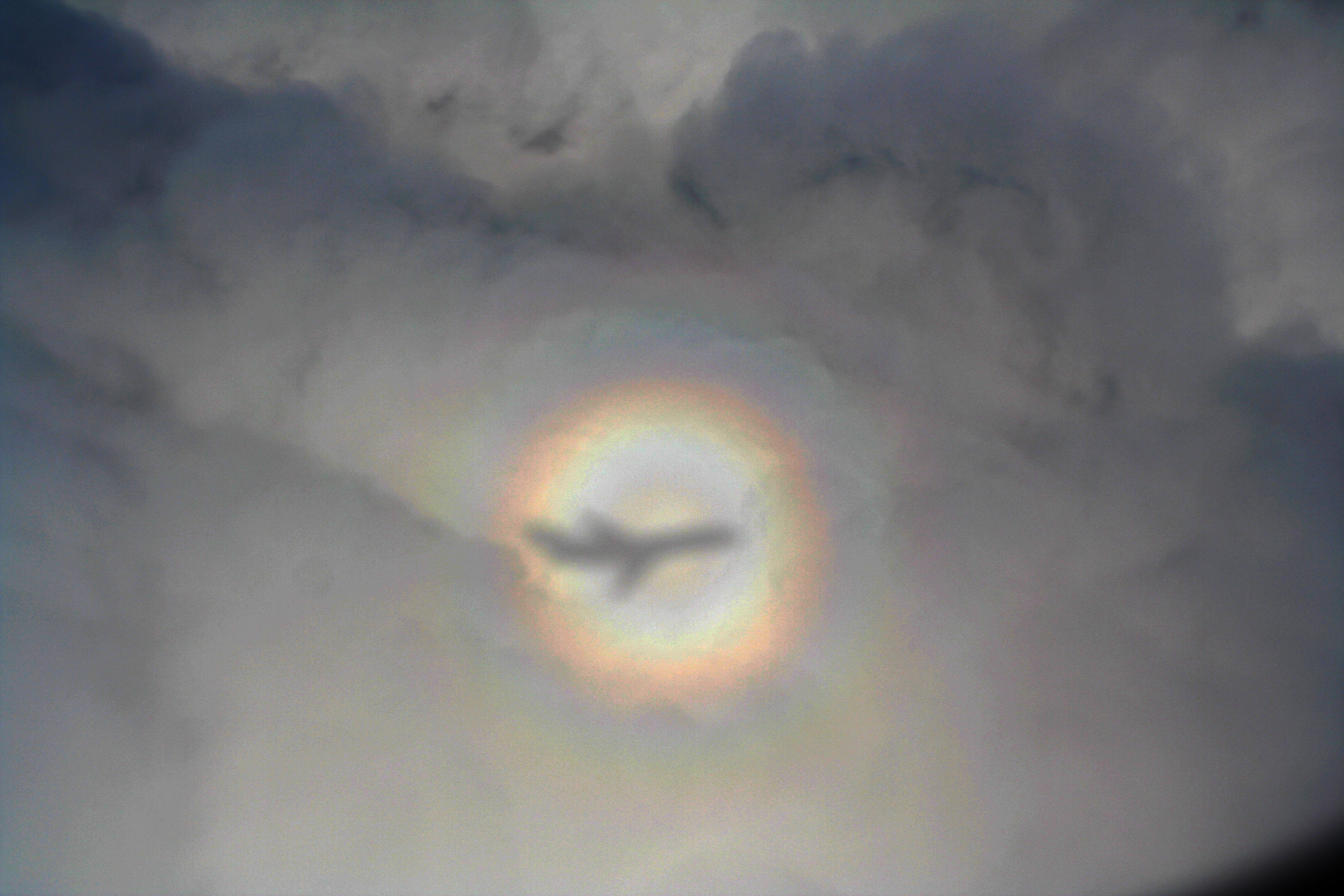
Glòria amb ombra d'avió al centre.

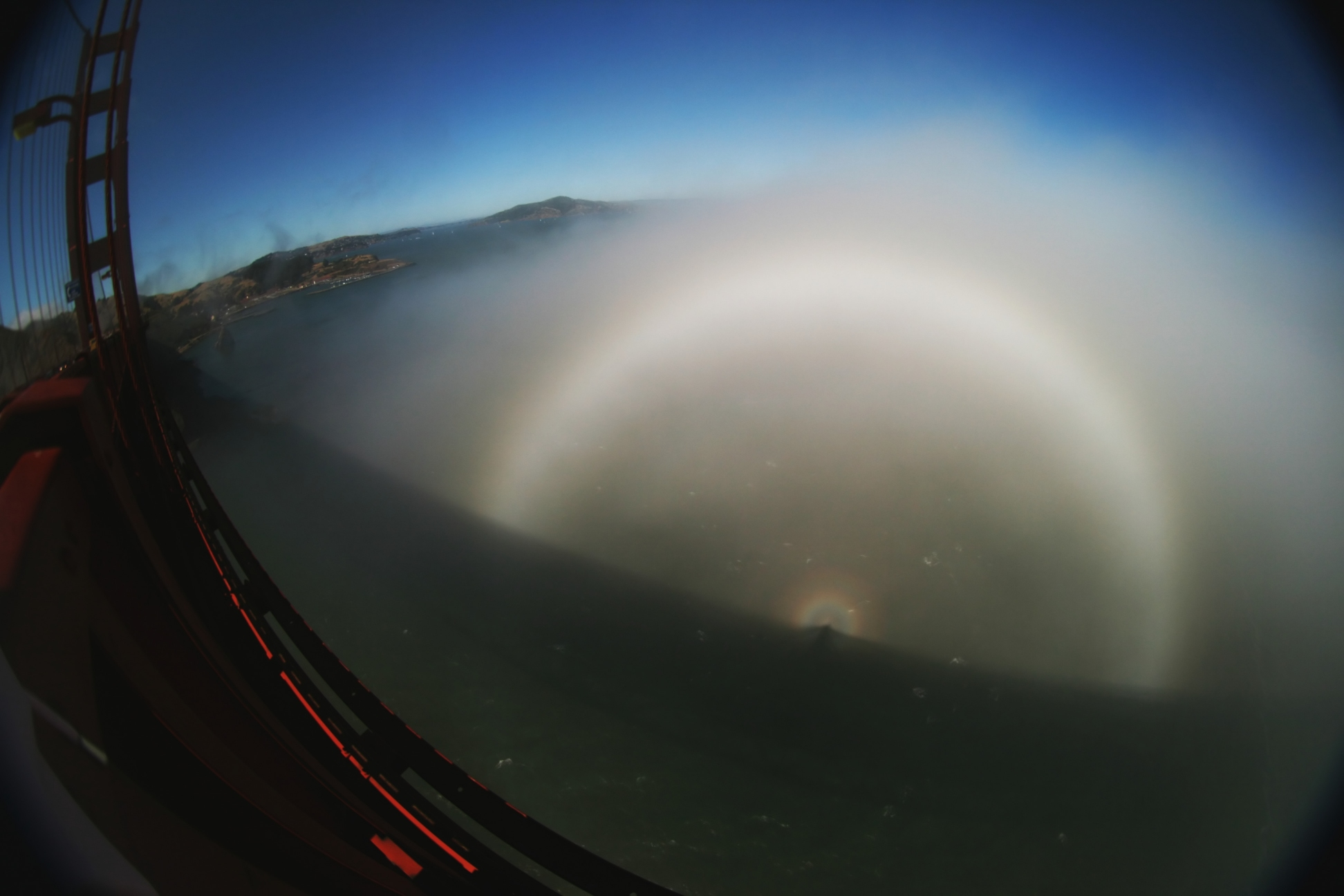
Un arc de Sant Martí de boira, glòria solar i espectre de Brocken al Pont Golden Gate a San Francisco (Califòrnia).

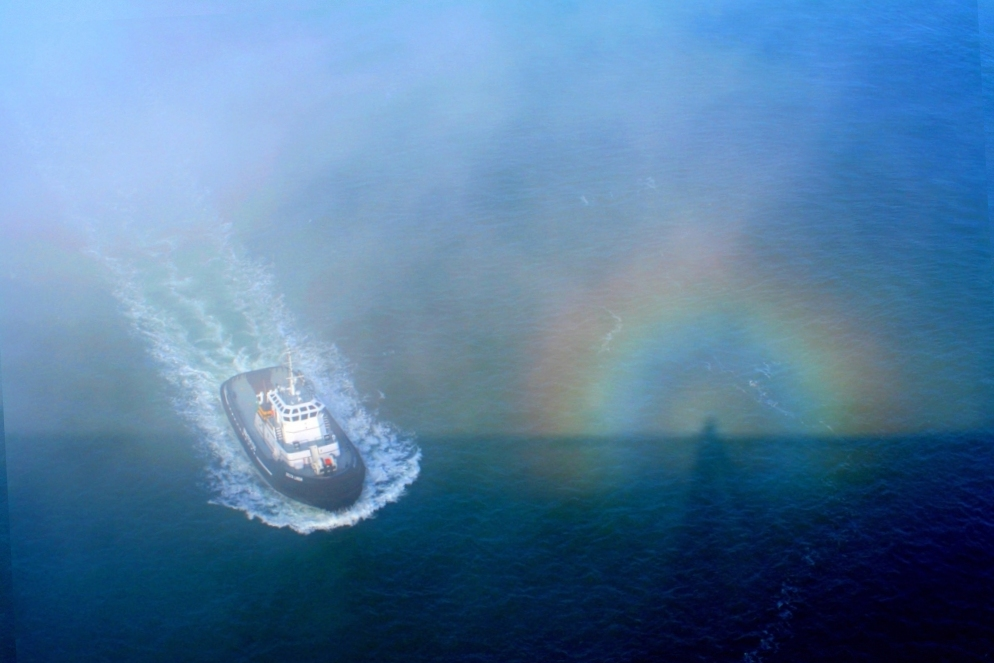
Una glòria solar i Espectre de Brocken observats a San Francisco.

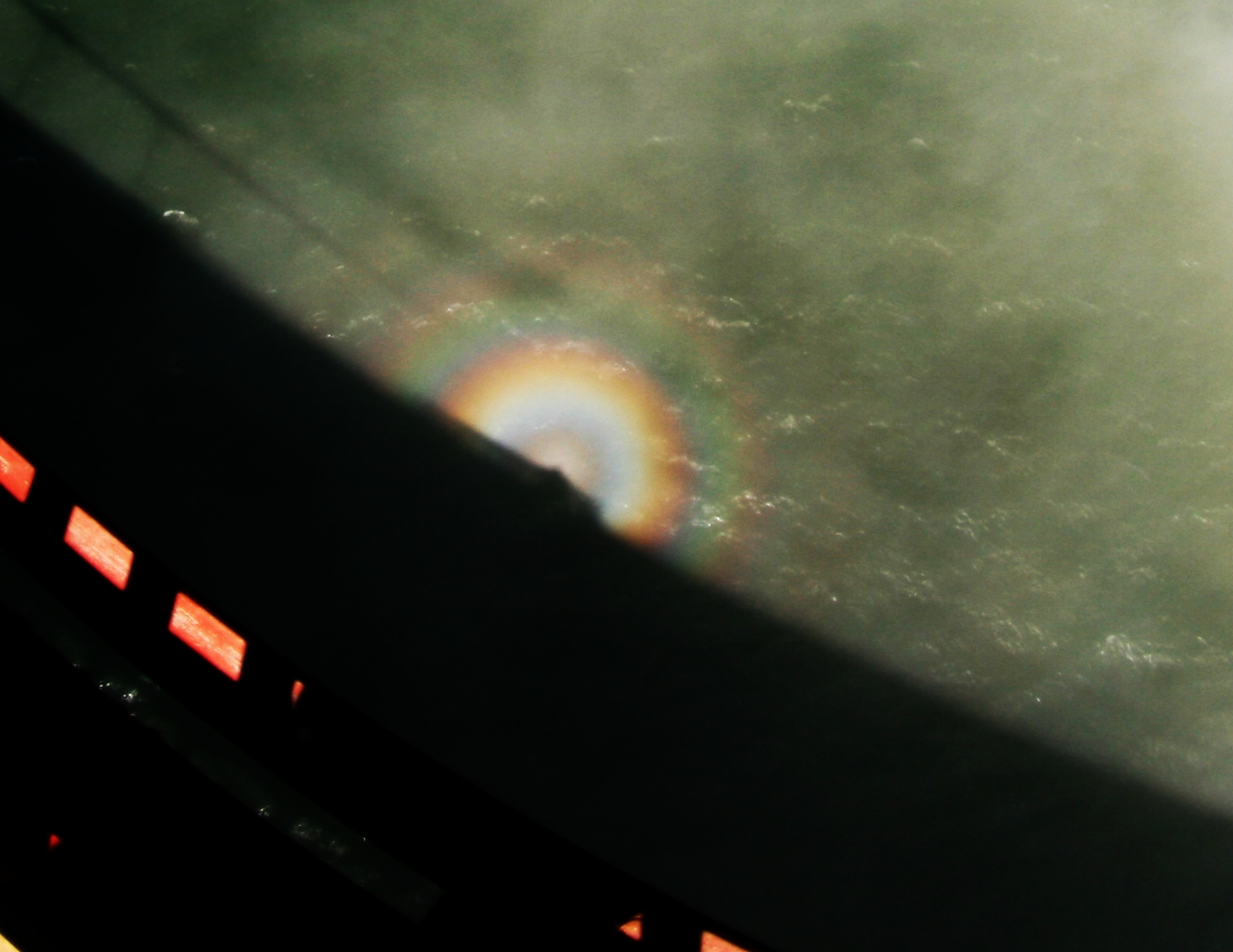
Una glòria brillant de múltiples anells.

Una glòria (o anthelion) és un fenomen òptic produït per la llum retro-dispersada (una combinació de difracció, reflexió i refracció) sobre la seva font per un núvol de diminutes gotes d'aigua de grandària uniforme. Té múltiples anells acolorits, tot i que la majoria de vegades només se'n veu un. Tanmateix, pot mostrar diversos anells quan el núvol es compon de gotes prou uniformes. De vegades els anells fluctuen àmpliament en grandària. Això ocorre, per exemple, quan un avió sobrevola un banc de núvols i la seva glòria ve i va sobre ells.
L'amplitud angular de la glòria, aproximadament entre 5º i 20º, és molt menor que la d'un arc de Sant Martí, i depèn de la grandària de les gotes d'aigua. Com que només es pot veure en la direcció oposada a la del Sol, el més habitual és veure-la des de l'aire, envoltant l'ombra de l'avió sobre els núvols (aleshores sol denominar-se glòria del pilot). Un altre cas freqüent és veure-la a la muntanya al voltant de la pròpia ombra projectada sobre un banc de boira; aleshores es veu com una "corona de sant" al voltant de l'ombra del cap, cosa que origina el seu nom.
En 1947, l'astrònom holandès Hendrik Christoffel van de Hulst va suggerir que la formació de glòries podria deure's en part a ones de superfície. Els anells acolorits serien causats per la interferència de rajos lluminosos desviats per ones de superfície (en les gotes d'aigua). No obstant això, el fenomen pel qual es produeixen les glòries no és encara ben conegut. Es pot trobar una explicació més detallada (en anglès) a l'enllaç extern "How are glories formed?".
Les glòries poden veure's sovint associades al fenomen anomenat espectre de Brocken o espectre de muntanya. Aquest fenomen, produït quan el Sol es troba a molt poca altura, consisteix en una ombra en aparença enormement augmentada, projectada per un observador situat a la part alta d'una muntanya sobre els núvols situats a menor altitud. El nom deriva del pic Brocken, el més alt del massís de Harz, a Alemanya. Aquest pic s'alça per sobre del nivell dels núvols, en una àrea freqüentment boirosa, la qual cosa afavoreix la formació d'aquest fenomen. La reputació de les muntanyes de Harz com a refugi de bruixes i esperits malignes podria tenir molt a veure amb la formació d'aquestes gegantesques ombres, envoltades de glòries, que semblen moure's per si soles (a causa del moviment dels núvols).
Charles Wilson, inspirat per la visió d'una glòria quan treballava com a observador en l'estació meteorològica de Ben Nevis, va decidir inventar un aparell per crear núvols en un laboratori, amb l'objectiu de crear glòries artificials. El seu treball va derivar en la creació de la càmera de boira, un aparell per detectar radiació ionitzant per la qual Wilson i Arthur Compton van rebre el Premi Nobel de Física en 1927.
Les glòries es coneixen com a Llum de Buda a la Xina. El fenomen solia ser observat en muntanyes altes envoltades de núvols, com les muntanyes Huangshan o la muntanya Emei. Els primers registres d'aquest fenomen a la muntanya Emei daten de l'any 63 d. C. el colorit halo sempre envolta l'ombra de l'observador, per la qual cosa solia ser interpretat com a mostra de la il·luminació espiritual del mateix.